# Tropico 6
Tropico 6 (укр. Тропіко 6) – відеогра жанру симулятора містобудування з елементами стратегії та політичного симулятора, розроблена німецькою студією «Limbic Entertainment» та випущена компанією «Kalypso Media». Анонсування відеогри відбулося 12 червня 2017 року під час тогорічного Electronic Entertainment Expo. Планувалося, що відеогра вийде 2018 року, проте кінцева дата виходу переносилася двічі. Tropico 6 вийшла 29 березня 2019 року для Microsoft Windows, macOS, Linux, та 27 вересня для гральних консолей PlayStation 4 та Xbox One. З того часу відеогра була розширена доповненнями «The Llama of Wall Street» та «Spitter», що вийшли 6 грудня 2019-го та 23 квітня 2020 року відповідно.

## Розроблення
Перші згадки про відеогру з'явилися 1 червня 2017 року: було випущено перший промоційний відеоролик. 12 червня того ж року під час Electronic Entertainment Expo Tropico 6 була офіційно анонсована видавцем відеогри Kalypso Media. Компанія представила студію «Limbic Entertainment», відповідальну за розроблення відеогри, поділилися головними особливостями нової частини та повідомила, що відеогра буде випущена вже 2018 року для комп'ютерів та гральних консолей PlayStation 4, Xbox One. Limbic Entertainment – німецька компанія, відома розробленням кількох частин серії «Heroes of Might and Magic» для Ubisoft, заснована колишніми співробітниками Sunflowers Interactive, компанії, що займалася випуском містобудівних симуляторів Anno 1602, Anno 1503 та Anno 1701. До Limbic Entertainment розвитком Tropico займалася компанія «Haemimont Games», яка розробила третю, четверту та п'яту частини серії. Окрім того Kalypso також повідомила, що створення відеогри вперше відбуватиметься на гральному рушії «Unreal Engine 4», розробленого компанією «Epic Games».
23 серпня 2017 року під час Gamescom було представлено офіційний трейлер відеогри. 14 березня 2018-го видавець поширив трейлер ігрового процесу Tropico 6, де показувалися головні особливості нової частини.

### Випуск
У серпні 2018 року Kalypso Media повідомила, що відеогра не вийде у запланований час – дата виходу відеогри була зміщена на січень 2019 року. Відеогра мала вийти 25 січня, проте в січні відеогра також не була випущена – дату знову змістили. У відкритому листі до прихильників серії, очільник Kalypso Саймон Гелвіґ розповів, що днями він мав змогу зіграти у нову частину, і хоча вона йому сподобалася, він не вважає її завершеною: «гра – хороша, але не – чудова». Враховуючи позицію видавця та відгуки з бета-тестування, дата виходу відеогри була перенесена на березень 2019 року.
На початку березня Tropico 6 перебувала у відкритому бета-тестуванні. 29 березня 2019 Tropico 6 вийшла для Microsoft Windows, macOS та Linux. Пізніше, 27 вересня відеогра також була випущена для гральних консолей PlayStation 4 та Xbox One.

## Доповнення
Від випуску відеогри 29 березня 2019-го Tropico 6 була розширена сімома доповненнями. Перше, «The Llama of Wall Street» (укр. Лама з Волл-стріт), випущене 6 грудня 2019 року. Розробники, зосередившись на економічній стороні відеогри, додали можливість маніпулювати фондовими ринками, коливання цін на світовому ринку, нові споруди та події. Усі, хто замовив відеогру дочасно, отримали змогу отримати перше доповнення безоплатно.  
Друге доповнення, що вийшло 23 квітня 2020-го, «Spitter» (укр. Спіттер), розширило взаємодію головного героя з громадянами Тропіко через нововведену соціальну мережу «Спіттер». Окрім того, було додано нові риси характеру для персонажів, споруди та елементи декору. У третьому доповненні «Lobbyistico» (укр. Лобістіко), випущеному 9 липня 2020, головна увага відведена лобіюванню власних політичних інтересів та взаємодії з Європейським союзом. З випуском 16 грудня 2020 четвертого доповнення «Caribbean Skies» (укр. Карибські горизонти) було додано нову сюжетну кампанію, дрони, а також нові споруди, укази, риси характеру та декорації.  
П'яте доповнення, «Festival» (укр. Фестиваль; 26 серпня 2021), додало нову сюжетну кампанію, разом із новою механікою проведення фестивалів, а також спорудами, указами, піснями та супутніми декораціями. 1 грудня 2022 випущено шосте доповнення під назвою «New Frontiers» (укр. Нові рубежі), основою якого стала оновлена система космічної програми. А наступного року, 12 жовтня 2023, випущене сьоме доповнення «Going Viral» (укр. Стаємо вірусними), задум якого обертається довкола пандемій, вакцинування та теорій змов. 

## Сприйняття
У цілому Tropico 6 отримала схвальні відгуки від оглядачів і гравців. Так, на вебсайті-агрегаторі Metacritic відеогра для персональних комп'ютерів здобула 78 балів зі 100 можливих від оглядачів на основі 62 оглядів, 76 зі 100 можливих на основі 9 оглядів для гральної консолі PlayStation 4 та 78 балів зі 100 на основі 7 оглядів для Xbox One. На вебсайті-агрегаторі OpenCritic відеогра також отримала схвальні відгуки, здобувши 79 балів зі 100 можливих серед усіх платформ на основі 70 оглядів, з яких 75% оглядачів радять відеогру до придбання. Відгуки від гравців на платформі Steam є «дуже схвальними»: серед близько восьми тисяч рецензій, що лишили користувачі сервісу, 86% є позитивними.

### Нагороди
| Рік  | Нагорода             | Номінація                                    | Номінація                                         | Результат | Дж     |
| Рік  | Нагорода             | Офіційно                                     | Українською                                       | Результат | Дж     |
| ---- | -------------------- | -------------------------------------------- | ------------------------------------------------- | --------- | ------ |
| 2017 | Gamescom             | Best Booth Award                             | Н/Д                                               | Номінація | [ 37 ] |
| 2017 | Gamescom             | Best Strategy Game                           | Найкраща стратегічна відеогра                     | Номінація | [ 37 ] |
| 2019 | The Game Awards 2019 | Best Strategy Game                           | Найкраща стратегічна відеогра                     | Номінація | [ 38 ] |
| 2020 | New York Game Awards | Tin Pan Alley Award for Best Music in a Game | Tin Pan Alley Award за найкращу музику у відеогрі | Номінація | [ 39 ] |
| 2020 | NAVGTR Awards        | Best Strategy Game                           | Найкраща стратегічна відеогра                     | Номінація | [ 40 ] |